# Gølstrup
Gølstrup ligger i Vendsyssel og er en lille landsby tæt ved Løkken og Hjørring. Den ligger i Hjørring Kommune og tilhører Region Nordjylland.
Gølstrup er 2 byer, den ene hedder Gølstrup, tidligere stationsby på den nedlagte Hjørring-Åbybro-bane, den anden hedder Rubjerg. 
I Gølstrup på Jelstrupvej ligger Gølstrup Fiskepark, og et par kilometer længere ude, Jelstrup Kirke.